# ادريانو مينديز
ادريانو مينديز (بالإسبانية: Adriano Tomás Custodio Mendes) هو لاعب كرة قدم أرجنتيني، ولد في 28 نوفمبر 1961 في برايا في الرأس الأخضر. لعب مع نادي بلومينغ.